# Kanton Aulnoy-lez-Valenciennes
Kanton Aulnoy-lez-Valenciennes is een kanton van het arrondissement Valenciennes in het Franse Noorderdepartement. Het kanton is in 2015 gevormd overeenkomstig het decreet van 17 februari 2014 uit gemeenten van de kantons Valenciennes-Sud, Valenciennes-Nord, Bouchain en Denain .

## Gemeenten
Het kanton omvat de volgende 20 gemeenten:
- Artres
- Aubry-du-Hainaut
- Aulnoy-lez-Valenciennes
- Bellaing
- Famars
- Haspres
- Haulchin
- Haveluy
- Hérin
- Maing
- Monchaux-sur-Écaillon
- Oisy
- Petite-Forêt
- Prouvy
- Quérénaing
- Rouvignies
- La Sentinelle
- Thiant
- Trith-Saint-Léger
- Verchain-Maugré